# Осока чёрноколосая
Осо́ка черноколо́сая (лат. Carex melanostachya) — многолетнее травянистое растение, вид рода Осока (Carex) семейства Осоковые (Cyperaceae).

## Ботаническое описание

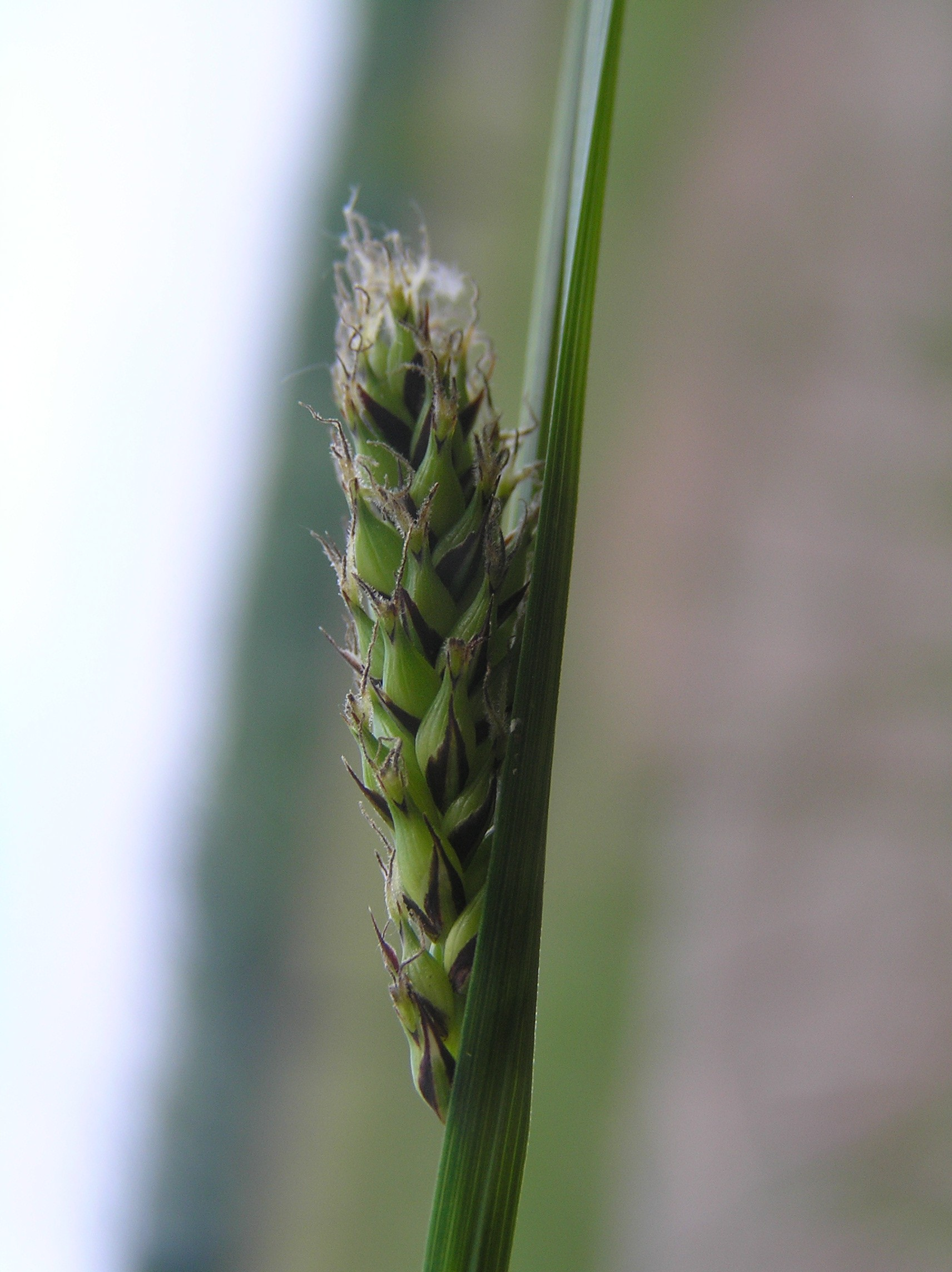
Женское соцветие, Южная Моравия

Серо-зелёное растение с длинным ползучим корневищем и деревянистыми подземными побегами.
Стебли тонкие, кверху возможно шероховатые, 15—60 см высотой, у основания одетые кирпично- и красновато-бурыми сетчато-расщеплёнными влагалищами, не высоко облиственные, влагалище верхнего листа обычно не доходит до середины стебля, пластинка не превышает соцветия.
Листья жёсткие, желобчатые, с завёрнутым назад краем, 2—4 мм шириной, почти равные стеблю. Влагалища срединных листьев в верхней половине обычно с довольно густым коротким опушением.
Верхние 1—2(6) колосков тычиночные, сближенные, удлинённо-булавовидные, 1,5—3 см длиной, с ланцетными и острыми, быть может ржавыми чешуями; остальные 2—5(6) пестичные, обычно много- и густоцветковые, цилиндрические или яйцевидные, 1—3,5 см длиной, нижние почти сидячие или на ножках (1)5—6 см длиной, прямые, расставленные. Пестичные колоски 0,8—1 см в диаметре.  Чешуи яйцевидные, вытянуто или быть может длинно остисто-заострённые, тёмно-каштановые, со светлой серединой, короче мешочков. Рылец 3. Мешочки почти округлые в поперечном сечении, неравно-двояковыпуклые или тупо-трёхгранные, кожистые или пробковидные, большей частью яйцевидные или продолговато-яйцевидные, с вдавленными жилками, (5)5,5—6 мм длиной, буровато-зелёные, с врезанными жилками, почти сидячие, зрелые косо вверх отклонённые от оси колоска, с коротким, прямым, гладким и широким коротко-двузубчатым носиком. Нижний кроющий лист без влагалища или с коротким (обычно около 5 мм) влагалищем, с пластинкой превышающей соцветие или равной ему.
Плодоносит в мае.
Число хромосом 2n=8.
Вид описан с Кавказа.
Варьирует по окраске мешочков, которые могут быть зеленовато-желтоватыми, буровато-серыми, тёмно-пурпурными и красновато-ржавыми. Характерный признак: наличие вдавленных жилок на мешочках — выражен у них только в зрелом состоянии.

## Распространение
Центральная и Южная Европа; Европейская часть России: юг Удмуртии (заносное), бассейн Волги и Дона, Заволжье, Причерноземье, верховья Днепра; Молдова; Украина: Крым, Карпаты, средняя часть Днепра; Кавказ; Западная Сибирь: верховья Тобола, бассейн Иртыша; Восточная Сибирь: Ангаро-Саянский район (к западу от Енисея); Средняя Азия: Арало-Каспийский район, Прибалхашье, Горный Туркменистан, бассейн Сыр-Дарьи (редко), Северный и Западный Тянь-Шань, Центральный Тянь-Шань (долина реки Сусамыр), Памиро-Алай (кроме Восточного Памира); Западная Азия: Турция, Северный Ирак, Северный и Западный Иран; Центральная Азия: Китай (Джаркентская котловина).
Растёт на сыроватых, большей частью солонцеватых местах в степях и на лугах, в поймах рек, по окраинам полей, арыков; от равнин до среднего пояса гор.

## Хозяйственное значение
Плодоносящие стебли поедаются удовлетворительно только до цветения. Молодая отава хорошо поедается и в начале осени. В сене поедается удовлетворительно. Сплошных покровов не даёт, поэтому в состав сена входит в незначительных количествах.